# 阿韋拉 (密西西比州)
阿韋拉（英語：Avera）是位於美國密西西比州格林縣的非建制地區。

## 歷史
阿韋拉的郵局於1882年設立，其後於1955年停運。

## 地理
阿韋拉所處的海拔為高於海平面98米（即322英呎），而該地所採用的時區為UTC-6，即北美中部時區（CST）。同時該地設有夏令時間，為UTC-6調快一小時，即UTC-5（CDT）。